# Å, vilken härlig fred!

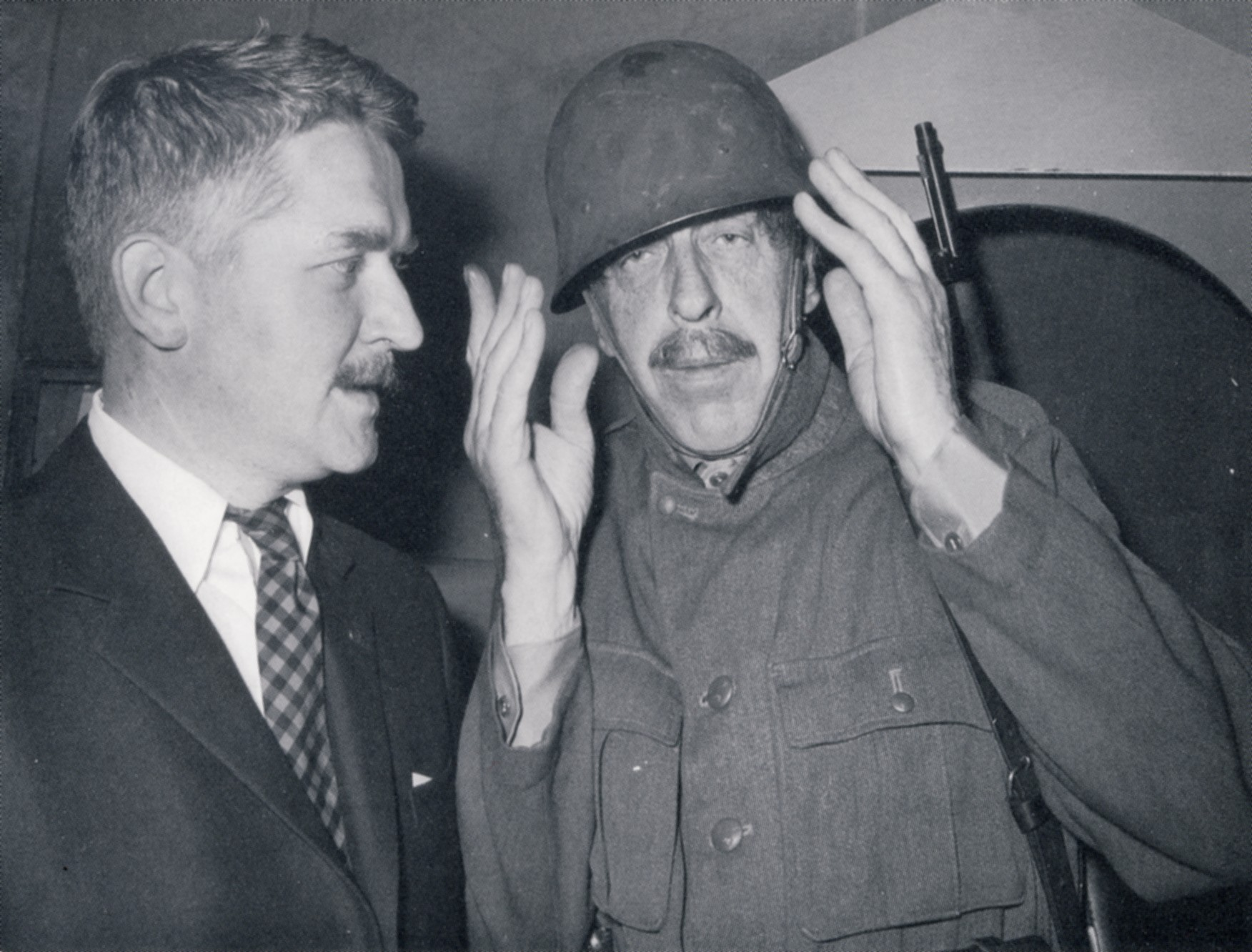
Hasse Alfredson (vänster) och Martin Ljung (höger) i sin revy Å, vilken härlig fred!. Behållningen gav de till Amnesty international

Åh, vilken härlig fred! är en revy, skriven av Hasseåtage (Hans Alfredson och Tage Danielsson) 1966. 
I rollerna fanns Sif Ruud, Lars Amble, Ernst-Hugo Järegård, Bengt Eklund, Georg Rydeberg, Irma Christenson, Mona Malm, Sigge Fürst, Helena Brodin, Thommy Berggren och Per Myrberg. Revyn var en motsvarighet till den engelska satirfarsen Å vilket härligt krig (filmatiserad som Oh, vilket makalöst krig, 1969) och framfördes på Dramaten. Manuset till Åh, vilken härlig fred! kom ut i bokform 1967.
Intäkterna gick till Amnesty International.